# Hedychium coronarium
A Hedychium coronarium az egyszikűek (Liliopsida) osztályának gyömbérvirágúak (Zingiberales) rendjébe, ezen belül a gyömbérfélék (Zingiberaceae) családjába tartozó faj.

## Előfordulása
A Hedychium coronarium eredeti előfordulási területe India - beleértve Asszámot is -, a Himalája keleti oldalai, Kína déli és délkeleti részei, Mianmar, Nepál, Thaiföld, Vietnám, valamint Tajvan.
Közkedvelt dísznövényként az ember a világ számos tájára betelepítette. Íme a főbb meghódított területei: Florida, a Karib-térség - ahol Kuba nemzeti virágává vált, Közép- és Dél-Amerika partmentéi - továbbá Észak-Argentínától Bolíviáig -, Dél-Afrika keleti része, Madagaszkár, a Koreai-félsziget, Srí Lanka, a Fülöp-szigetek és Indonézia egyes szigetei, valamint Queensland.
A természetes élőhelye a sűrű erdők aljnövényzetének növénytársulásai.

## Megjelenése
A talajalatti gyöktörzséből több szár nő ki; ezek elérhetik az 1-3 méteres hosszúságot is. A virágai nagyok és fehérek. A természetben augusztustól decemberig nyílik.

## Egyéb
Ez a növényfaj a rokon Hedychium gardnerianummal Sheppard ex Ker Gawl. együtt alkotja a Hedychium × wilkeanum W.Wats., 1894 nevű hibridet.

## Képek

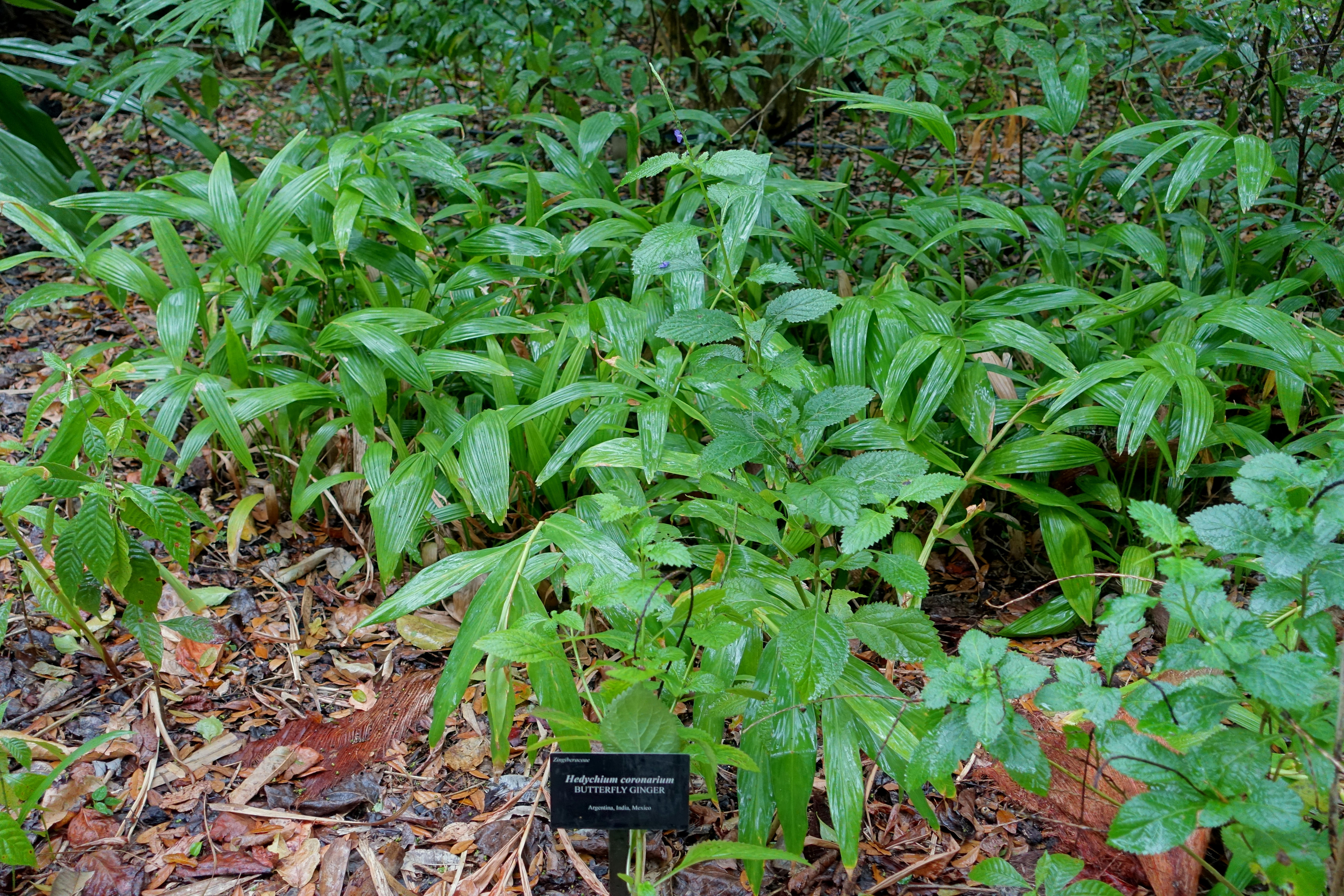
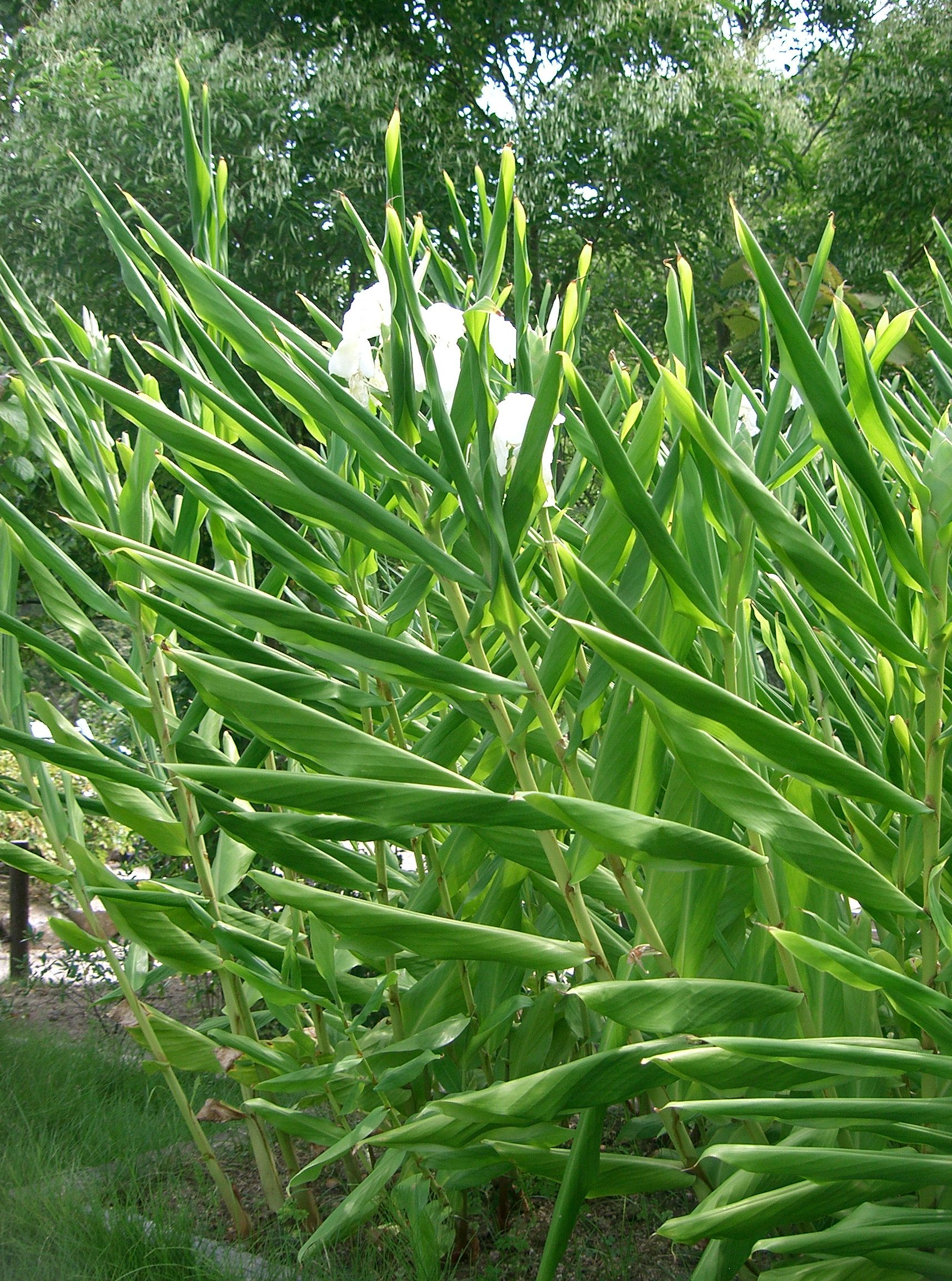
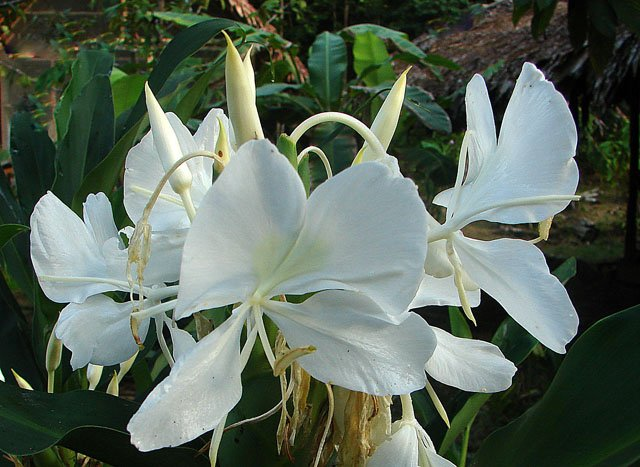
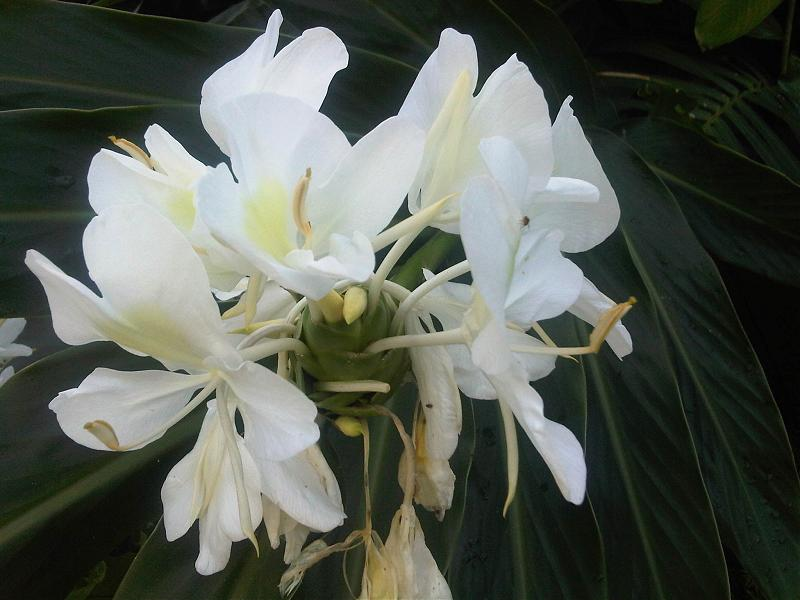
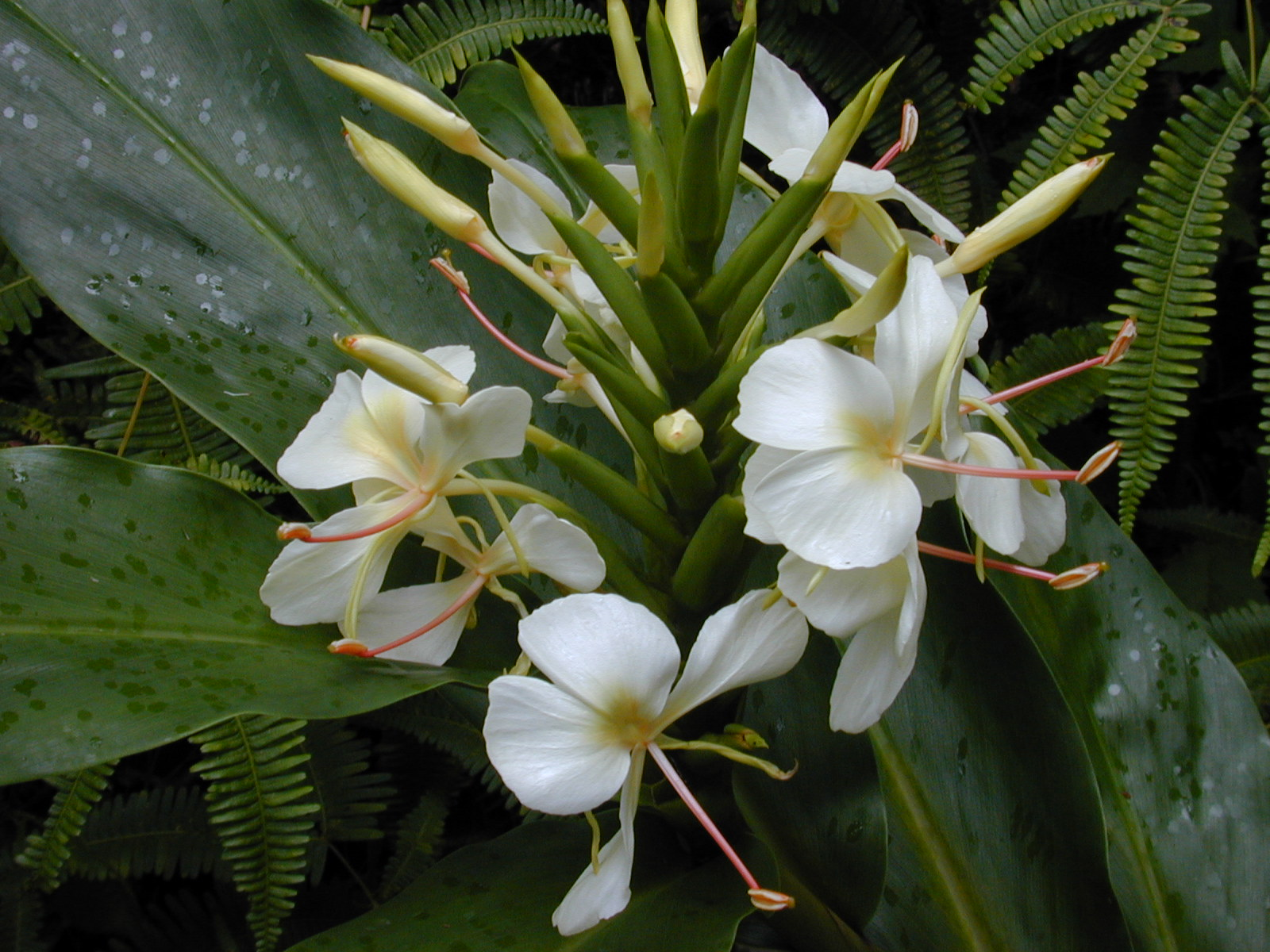
Hedychium × wilkeanum